# Goran Petrović
Goran Petrović (serbi: Горан Петровић)  (Kraljevo, 1 de juliol de 1961 - Belgrad, 26 de gener de 2024) fou un escriptor serbi, membre des del 2012 de l'Acadèmia Sèrbia de Ciències i Arts.

## Biografia
Després de graduar-se en literatura sèrbia a la Facultat de Filologia de la Universitat de Belgrad, començà a treballar com lector en una editorial i com a bibliotecari a la biblioteca municipal de Žiča, vora de la seva ciutat d'origen.
Petrović és considerat un dels millors autors serbis contemporanis. El 1989 publicà un llibre de narracions, Савети за лакши живот («Consells per a una vida més fàcil»), al qual seguirà el 1993 la novel·la, Атлас описан небом («Atlas descrit pel cel») i nombroses altres obres, algunes de les quals han estat adaptades a la televisió i al teatre. La narrativa de Petrović ha estat traduïda en nombroses llengües (anglès, francès, italià, espanyol, polonès i rus), i ha estat objecte de nombrosos premis literaris.

## Obra publicada

### Narracions
- Савети за лакши живот (Consells per a una vida més fàcil), 1989.
- Острво и околне приче (L'illa i altres històries a l'entorn), 1996.
- Ближњи (Més a prop), 2002.
- Све што знам о времену (Tot el que sé del temps), 2003.
- Претраживач (Navegador), 2007.
- Испод таванице која се љуспа (Sota el sostre espellofat), 2010.
- Породичне сторије (Històries familiars), 2011.
- Унутрашње двориште (Pati interior), 2018.

### Novel·la
- Атлас описан небом (Atlas descrit pel cel), 1993.
- Опсада цркве Светог Спаса (La seu de l'església de la Santa Salvació), 1997.
- Ситничарница „Код срећне руке” (La botiga "A la mà afortunada"), 2000.
- Разлике (Diferències), 2006.
- Папир са воденим знаком (Paper amb filigrana), 2022.
- Иконостас (Iconòstasi), 2022.

### Teatre
- Скела (El ferry), 2004.
- Матица (L'abella reina), 2011.